# Aerodromul municipal Cascais
Aerodromul municipal Cascais (IATA: CAT, ICAO: LPCS) este un aeroport din São Domingos de Rana⁠(d), Cascais, Districtul Lisabona, Portugalia ce deservește zona Cascais. Aeroportul a fost tranzitat în 2017 de 9.602 pasageri.
Situat la o altitudine de 99 m, aeroportul dispune de 1 pistă.

## Infrastructură

### Piste
Aeroportul dispune de o singură pistă. Pista 17/35 are suprafața de asfalt și dimensiunile 1.700 m × 30 m. 